# Crisis? What Crisis?
Crisis? What Crisis? (с англ. — «Кризис? Какой кризис?») — четвёртый студийный альбом прог-рок-группы Supertramp, выпущенный 28 ноября 1975 года.

## Об альбоме
Crisis? What Crisis? первый диск группы, записанный в США (Лос-Анджелес). Название альбома взято из художественной ленты Фреда Циннемана «День Шакала», вышедшей в 1973 году.
Четыре песни с альбома («Sister Moonshine», «Another Man’s Woman», «Lady», and «Just a Normal Day») исполнялись на концертах до того, как были записаны в студии, что показывает выступление группы в лондонском зале The Hammersmith Odeon в марте 1975 года, которое позже было включено в издание 2001 года Is Everybody Listening?.
Ремастированная CD версия альбома была выпущена 11 июня 2002 года компанией A&M Records. Издание содержит оригинальный дизайн обложки, список исполнителей и тексты всех песен, чего не было в предыдущих изданиях.

## Список композиций
Вся музыка написана Риком Дэвисом и Роджером Ходжсоном.

### Первая сторона
1. «Easy Does It» — 2:18
  - Вокал: Роджер Ходжсон
2. «Sister Moonshine» — 5:15
  - Вокал: Роджер Ходжсон
3. «Ain’t Nobody But Me» — 5:07
  - Вокал: Рик Дэвис
4. «A Soapbox Opera» — 4:54
  - Вокал: Роджер Ходжсон
5. «Another Man’s Woman» — 6:15
  - Вокал: Рик Дэвис

### Вторая сторона
1. «Lady» — 5:26
  - Вокал: Роджер Ходжсон
2. «Poor Boy» — 5:07
  - Вокал: Рик Дэвис
3. «Just a Normal Day»
  - Вокал: Рик Дэвис и Роджер Ходжсон
4. «The Meaning» — 5:23
  - Вокал: Роджер Ходжсон
5. «Two of Us» — 3:27
  - Вокал: Роджер Ходжсон

## Участники записи
- Рик Дэвис — клавишные, вокал
- Джон Хелливелл — саксофон, вокал, духовые инструменты
- Роджер Ходжсон — гитара, клавишные, вокал
- Боб Зибенберг (упомянут как C. Benberg) — перкуссия, барабаны
- Дуги Томсон — бас-гитара

Выпуск альбома
- Продюсеры: Кен Скотт, Supertramp
- Ремастеринг: Грег Колби, Джей Мессина
- Помощники: Джон Янсен, Эд Тэкер
- Аранжировщик: Ричард Ньюсон
- Дизайн обложки: Фабио Николи, Пол Вейкфилд, Дик Уорд

2002 A&M переиздание:

Переиздание 2002 года сделано с ремастерингом оригинальных плёнок Грегом Колби и Джеем Мессина в студии Sterling Sound, Нью-Йорк, 2002. Переизданием руководил Билл Левенсон, художественный директор — Вартан, дизайн — Майк Диль, координатор проекта — Бет Штемпель.

## В чартах
| Чарт                | Место |
| ------------------- | ----- |
| Австралия           | 20    |
| Канада              | 12    |
| Нидерланды          | 11    |
| Новая Зеландия      | 6     |
| Норвегия            | 10    |
| Швеция              | 16    |
| Великобритания      | 20    |
| США (Billboard 200) | 44    |

| Хит-парад (1976)      | Позиция |
| --------------------- | ------- |
| Канада (RPM Year-End) | 85      |